# 竹田直樹 (映画監督)
竹田 直樹（たけだ なおき、1972年 ）は、日本の映画監督、プロデューサー。東京都出身。

## 人物
ブルース・リーの遺作死亡遊戯の未公開映像の発掘から公開までのプロジェクトに携わり、「Bruce Lee in G.O.D 死亡的遊戯」ではスーパーバイジングプロデューサーとして参加。
2003年からは映画監督として活動開始。母親は元日活の女優茂手木かすみ。

## 監督・プロデューサー作品

### 劇場公開用映画
- Bruce Lee in G.O.D 死亡的遊戯（2001年）
- 烈風ACTION!?（2003年）
- Bruce Lee in G.O.D 死亡的遊戯 Special Edition（2003年）
- 疾風 Basement Fight（2004年）
- 戦極 Bloody Agent (2014年)

| スタブアイコン | サブスタブ | この項目は、まだ閲覧者の調べものの参照としては役立たない、人物に関連した書きかけの項目です。この項目を加筆・訂正などしてくださる協力者を求めています（P:人物伝/PJ:人物伝）。 |